# Liste der Kellergassen in Karlstein an der Thaya
Die Liste der Kellergassen in Karlstein an der Thaya führt die Kellergassen in der niederösterreichischen Gemeinde Karlstein an der Thaya an. In dieser Waldviertler Gemeinde gibt es keinen Weinbau. Bei den Kellern handelt es sich daher um Erdäpfelkeller, ohne Presshäuser.
| Foto |                 | Kellergasse | Standort           | Beschreibung |
| ---- | --------------- | ----------- | ------------------ | --- |
| ja   | Datei hochladen | Kellergasse | KG: Thuma Standort | Die einseitige Einzelkellergasse liegt an einer Geländekante im Ort. Sie besteht aus 15 Kellern in Schildmauerform und hat eine Länge von 130 Metern. Anmerkung: 15 Keller wurden bei der Fotodokumentation 2017 vorgefunden. Schmidbaur hatte 16 Gebäude erwähnt; davon 15 Keller in Schildmauerform, sowie ein Um- oder Neubau. |

| Foto:                    | Fotografie der Kellergasse (Gesamtheit). Klicken des Fotos erzeugt eine vergrößerte Ansicht. Daneben finden sich zwei Symbole: \| Weitere Bilder vorhanden \| Das Symbol bedeutet, dass weitere Fotos des Objekts verfügbar sind. Durch Klicken des Symbols werden sie angezeigt. \| \| Eigenes Foto hochladen \| Durch Klicken des Symbols können weitere Fotos des Objekts in das Medienarchiv Wikimedia Commons hochgeladen werden. \| |
| Name:                    | Bezeichnung der Kellergasse |
| Standort:                | Es ist die Katastralgemeinde (KG) angegeben. Durch Aufruf des Links Standort wird die Lage der Kellergasse in verschiedenen Kartenprojekten angezeigt. |
| Beschreibung             | Kurze Beschreibung der Kellergasse |
| Weitere Bilder vorhanden | Das Symbol bedeutet, dass weitere Fotos des Objekts verfügbar sind. Durch Klicken des Symbols werden sie angezeigt. |
| Eigenes Foto hochladen   | Durch Klicken des Symbols können weitere Fotos des Objekts in das Medienarchiv Wikimedia Commons hochgeladen werden. |